# Agesilaüs (historicus)
Agesilaüs (Oudgrieks Ἀγησίλαος / Agesílaos) was een oud-Grieks historicus, die een werk schreef over de vroegste geschiedenis van Italië (Ἰταλικά / Italiká), waarvan fragmenten zijn overgeleverd bij Plutarchus (Parallela, p. 312.), en Stobaeus (Florileg. IX 27, LIV 49, LXV 10 (ed. Gaisf.)).

## Referentie
- C.P. Mason, art. Agesilaus, in W. Smith (ed.), A dictionary of Greek and Roman biography and mythology, I, Boston, 1867, p. 70.